# Сельское поселение «Юбилейнинское» (Забайкальский край)
Се́льское поселе́ние «Юбилейнинское» — муниципальное образование в Краснокаменском районе Забайкальского края Российской Федерации.
Административный центр — посёлок Юбилейный.

## История
Статус и границы сельского поселения установлены Законом Читинской области от 19 мая 2004 года «Об установлении границ, наименований вновь образованных муниципальных образований и наделении их статусом сельского, городского поселения в Читинской области».

## Население
| 2010 | 2011 | 2012 | 2013 | 2014 | 2015 | 2016 |
| ---- | ---- | ---- | ---- | ---- | ---- | ---- |
| 955  | ↘951 | ↗953 | ↘913 | ↘894 | ↘887 | ↘865 |
| 2017 | 2018 | 2019 | 2020 | 2021 |      |      |
| ↘837 | ↘823 | ↘800 | ↘771 | ↘565 |      |      |

## Состав сельского поселения
| № | Населённый пункт | Тип населённого пункта          | Население |
| - | ---------------- | ------------------------------- | --------- |
| 1 | Куйтун           | посёлок                         | ↘284      |
| 2 | Юбилейный        | посёлок, административный центр | ↘471      |